# 鱷形圓頜針魚
鱷形圓頜針魚（学名：Tylosurus crocodilus crocodilus），又稱鱷形叉尾鶴鱵、青旗、學仔、白天青旗，為輻鰭魚綱鶴鱵目鶴鱵亞目鶴鱵科的其中一種。

## 分布
本魚分布於印度西太平洋區，包括紅海、南非、東非、日本南部、台灣、澳洲、印尼、菲律賓、密克羅尼西亞、馬來西亞、馬里亞納群島、馬紹爾群島、所羅門群島、諾魯、新喀里多尼亞、新幾內亞、法屬玻里尼西亞等海域。

## 深度
水深1至40公尺。

## 特徵
本魚體延長，幾乎成圓柱形，截面圓形或橢圓形；兩齶突出如長喙，強而有力，具帶狀排列之細齒及一行稀疏之犬齒；下顎略長於上顎，上顎平直，兩顎堅無縫隙；主上顎骨之下緣於嘴角處完全為眼前骨所覆蓋；鋤骨無齒；頭背部扁平，頭蓋骨背側中央溝發育不良；背鰭1枚，與臀鰭對在於體之後方，背鰭鰭條數多於臀鰭，背鰭具21至24枚軟條，臀鰭具19至22枚軟條基底之上方，兩者之前方鰭條均延長而成鐮刀狀；背鰭後方數軟條亦略延長；腹鰭基底位於眼前緣與尾鰭基底間之中央略前。尾鰭於成魚時因中央鰭條突出而呈雙凹形，下葉長於上葉；側線沿腹緣縱走，於尾柄處向體中央上升，並形成隆起稜；尾柄幾成方形；鱗細小，鰓耙缺如。體背灰綠色，腹部銀白色，各鰭暗色。體長可達100公分。
此外，這種魚的骨頭本來就是綠色的，並不是中毒，可以安心食用。

## 生態
本魚為鶴鱵科較大型種類，常成群游泳於表層。屬於掠食性魚類，以表層活動小魚為食，常會因追逐獵物而跳出水面，因牙齒銳利，極為危險。

## 經濟利用
食用魚，身上長有寄生蟲，宜以熟食為佳。漁期以夏季較盛，可用流刺網、定置網、手拋網、及釣具捕獲。

## 扩展阅读
維基物種上的相關：鱷形圓頜針魚